# Warning Glacier
Warning Glacier är en glaciär i Antarktis. Den ligger i Östantarktis. Nya Zeeland gör anspråk på området. Warning Glacier ligger 234 meter över havet.
Terrängen runt Warning Glacier är bergig åt sydost, men åt nordost är den kuperad. Havet är nära Warning Glacier västerut. Trakten är obefolkad. Det finns inga samhällen i närheten.